# Грофовија
Грофовија (њем. Grafschaft / grāveschaft, од Graf — „гроф”, висока и насљедна племићка титула) подручје је којим су током средњег вијека као монархови вазали владали грофови.
Када су Нормани освојили Енглеску, донели су тај термин са собом. Саксонци су већ били успоставили округе који су постали историјски окрузи Енглеске, називајући их шире; при чему многа имена округа потичу од назива окружног града (седишта округа) са додатком речи шир: на пример, Глостершир и Вустершир. Англосаксонски термини ерл и ерлдом су узети да су еквивалентни континенталним терминима „гроф“ и „грофовија“ под освајачким Норманима, а временом су се ова два спојила и постала еквивалентна. Даље, касније увезени термин постао је синоним за изворну староенглеску реч sċīr (Old English pronunciation: ) или, у модерном енглеском, shire – еквивалентну административну поделу краљевства. Термин „округ” је еволуирао, сходно томе, да означи ниво локалне администрације који је био непосредно испод националне владе, унутар унитарног (нефедералног) система власти. Округ се касније такође другачије користио у неким федералним системима власти, за локалну административну поделу подређену примарном субнационалном ентитету, као што је провинција (нпр. Канада) или територијална јединица трећег нивоа (NUTS 3).
У Сједињеним Државама и Канади, основаним 600 година касније на британским традицијама, округи су обично административна подела постављена погодним географским разграничењем, који у управљању имају одређене службенике (на пример шерифе и њихова одељења) као део државног и покрајинског механизма, укључујући географски заједничке судске системе.
Округ се може даље поделити на дистрикте, стотине, општине или друге административне јурисдикције унутар округа. Округ обично, али не увек, садржи градове, насеља, вароши, села или друге општинске корпорације, које су у већини случајева донекле подређене или зависне од окружних влада. У зависности од нације, општине и локалне географије, општине могу или не морају бити подвргнуте директној или индиректној контроли округа — функције оба нивоа се често консолидују у градску власт када је област густо насељена.
Изван земаља енглеског говорног подручја, еквивалент израза county се често користи да опише поднационалне јурисдикције које су структурно еквивалентне окрузима у односу који имају са својом националном владом; али које нису увек административно еквивалентне окрузима на претежно енглеском језику.

## Историја
Коријени грофовија налазе се још крајем Римског царства као comitatus. За вријеме раног средњег вијека самостално су се прошилили на простору бивше римске провинције Галије. Њихова територија се често подударала са римским административним јединицама цивитас (лат. civitas). Франци су развојем феудализма преузели тај облик управе и проширили га по читавој континенталној Европи. Каролинзи су дуж својих граница ради одбране територије спајали по неколико грофовија у марке.
У Светом римском царству, бројни царски грофови (њем. Reichsgrafen) владали су својим грофовијама готово потпуно суверено све до Бечког конгреса 1815. Након њега су настојали сачувати своје привилигије, прогуравајући чланове својих породица у Дијете и осигуравши тако дјеломични имунитет пред судом.
У дијеловима Европе гдје племство није имало велике феуде грофови су још дуго задржали одређене феудалне привилегије над земљом и селима у својој грофовији, као што је право на сељачке услуге, до повремених накнада за кориштење шума, млинова, бунара и пашњака. Та права су се временом смањивала, па су у великој мјери прекинута прије или током 19. вијека.